# 사와무라 하루카
사와무라 하루카(일본어: 澤村遥 )는 세가 게임즈의 액션 게임 《용과 같이》 시리즈에 등장하는 가공의 인물이다.
쿠기미야 리에가 성우를 맡고 있다.

## 개요
용과 같이 시리즈의 주인공인 키류 카즈마가 사랑하고 있던 사와무라 유미와 그녀의 사실상 남편인 진구 쿄헤이의 딸이며, 《1》의 100억엔 사건의 중요 인물이다. 성격은 한결같이 모친인 유미를 물려받았으며, 그 영향으로, 키류와 그 주위의 환경도 있어서인지 배짱이 두둑하며, 이른바 위협은 전혀 듣지 않는다.
증기탕을 알고 있거나, 지하 카지노나 도박장에 왔을 때에는 간 적 있는 듯한 기색을 보이는 등의 풍속산업에도 능통하지만, 시리즈를 좇을 때마다 신장만이라도 꾸준히 커지고 있으며, 키류와의 신뢰관계에 이르러서는 눈을 마주치는 것만으로 의사소통을 할 수 있을 만큼, 또 키류에 대해서 겁내는 것도 없이 (무엇을 해달라고) 조를 수 있다. 오키나와에 가서는 ‘나팔꽃’에서는 아이들 중에서는 나이가 많기 때문에 다른 아이들의 보살피고 있다.
《2》 이외의 작품에서는 하루카 자신에 의한 조름이 존재하고 있으며, 키류로 특정의 장소에 하루카를 데려가면 발생하며, 그것을 클리어해서 신뢰도를 높이는 것으로 자신에게서 아이템을 받을 수가 있다(《2》에서는 자신으로부터 받을 수 있는 아이템이 전작 《1》의 클리어 데이터에 의한 특전 아이템으로 등장한다)
조르기의 종류는 물건의 구입이나 음식점에서의 진수성찬, 미니게임 공략(자신과 대전할 경우도 있다)이나 도박에서의 승리가 대부분이지만, 그것 이외에도 남을 돕는 거나 자신과의 대화한 조르기가 발생할 경우도 있다. 또, 조르리는 《3》까지는 메인 스토리 중에도 발생하고 있었지만, 《4》 이후는 프리미엄 어드벤처에서만의 수단이 되고 있다.
《5》에서는 주인공의 한 사람으로 등장하지만, 야쿠자나 양아치 등에게 얽힐 수 없는, 미성년자이기 때문에 들어갈 수 있는 가게가 한정되어있는(들어갈 수 있어도 부탁할 수 없는 것이 있다),  전투적인 요소가 댄스 솜씨를 겨루는 리듬 게임으로 싸우는 댄스 배틀이 되어있는 등의 다른 주인공들과 다른 점이 보인다. 또 장비도 자신의 것으로 되어있다.
제작 스태프가 특히 신경을 쓰는 캐릭터이다. 이유는 9세부터 시작됐으며, 마음은 물론, 겉보기도 성장기라는 것도 있고 신장이나 채계도 그에 맞게 보이 듯이, 시리즈가 바뀔 때마다 새로운 것을 준비해야하는 점이 있으며, 훨씬 전에 성장기가 끝난 키류나 마지마 등과는 다른, 유용할 수 있는 점을 들고 있다.

## 극 중에서의 활약

### 본 시리즈

#### 용과 같이
당시 9세. 2005년 12월 예전에 키류 일당들이 자랐던 고아원인 ‘해바라기’에 맡겨져 자랐지만, 하루카의 엄마인 미즈키의 언니 이름을 대고 있는 유미의 편지를 보고 엄마를 찾기 위해서 ‘해바라기’를 틈을 보고 빠져나가며, 카무로쵸의 바 ‘바커스’에서 키류 카즈마와 만난다. 그 후, 키류와 같이 미즈키가 주인을 맡는 ‘아레스’를 향했을 때에 오미연합의 하야시 히로시 일당에게 습격당했으며, 키류가 쫓아내지만 자신이 100언엔 사건에 관련해서 노려지고 있는 것을 알고 충격을 받는다. 그 후에는 도지마 소헤이 사살 사건으로 키류를 좇고 있던 형사인 다테 마코토와 두 사람이 있는 곳을 마지마 고로가 이끄는 마지마조에게, 무엇도 가르쳐주지 않은 키류에게 격노해서 ‘세레나’를 뛰쳐나간 곳을 MIA에게, 삼도천변에서 다테 일당들과 함께 있던 곳을 갱에게 습격당해서 라우카롱이 이끄는 사화에게, 총 3번 채가지만 모두 키류와 다테에 의해서 구출된다. 그 후, 모친을 찾는 중에 사망했다고 생각하고 있던 엄마인 미즈키의 정체는 다른사람임을 판단하고, 재회한 키류의 생활살이 아버지인 카자마 신타로의 입에서 엄마인 미즈키가 실은 미즈키의 언니의 이름을 대는 유미였던 것이나 부친은 MIA의 탑인 진구 쿄헤이로, 자신을 방해라고 생각하는 진구의 눈으로부터 숨기 위해서 카자마와 세라에 의해서 ‘해바라기’에 들어가있었던 것이 알려진다. 그 후에는 시마노 후토시가 이끄는 시마노조에게 급습당해서, 시마노에게 수류탄을 던져지지만 카자마에게 도움을 받으며, 엄마인 유미를 만나기 위해서 키류와 함께 아레스를 향했으며, 유미와 재회를 한다. 하지만, 그곳에 나타난 실제 아빠인 진구에게 살해될 듯 보이지만, 키류에게 도움받는다. 그 후, 노려지는 원인이 된 팬던트가 100억엔의 보관함의 열쇠로 되어있던 것을 판명했으며, 유미가 다시 나타난 진구에 의해서 흉탄에 쓰려지며, 게다가 마무리를 지으려고 한 니시키야마에 의한 자폭에 희말리지만 생환에 다했으며, 키류와 같이 유미의 운명을 지켜봤다. 사건 후에는 키류와 둘이서 살게 됐다,

#### 용과 같이 2
당시 10세. 2006년 12월 15일에 유미 일행의 성묘가 한창인 중에 키류의 자리를 이은 테라다 유키오가 100억엔 사건으로 자기자신을 독차지하려고 한 오미연합에게 살해(후에 그림자 무사인 것이 밝혀짐)되며 키류가 새로운 싸움에 거는 것을 알아챈 것으로 자신이 전에 있었던 ‘해바라기’에서 키류의 복귀를 기다리고 있었지만, 1주일 후에 센고쿠 토라노스케가 이끄는 센고쿠조에게 납치되며, 게다가 인질이 된 것을 키류와 오미연합의 고다 류지에게 구해진다. 그 후, 키류와 길을 걷고 있는 것을 오사카의 연예 기획사인 ‘소텐보리 기획’의 사장에게 스카우트 당해지며, 함께 있으면 위험이 있다고 위구해서, 자신의 행복을 생각한 키류에 의해서 사무소에 들어가지게 되는 것도 “지금 그대로도 충분히 행복하다”라고 하며 스카우트를 거절한다. 그 후에는 키류와 행동을 함께 하고 있던 여형사인 사야마 카오루와 카무로쵸로 향하며, 사건 종결 후에는 키류 일행과 함께 테라다의 성묘를 하고 있다.

#### 용과 같이 3
당시 10세. 진권파와 오미연합에 의한 카무로쵸 침략 사건 후인 2007년 1월에 키류와 함께 오키나와에서 고아원 ‘나팔꽃’을 운영하며, 평온한 생활을 보내고 있었을 때 류도일가에서 물러나는 것을 강요하고 있어 불안해지지만, 약 1년 후(2008년 3월)에 일어나 류도일가 조장인 나카하라 시게루의 양자인 사키의 유괴소동을 계기로 불안은 거의 해소된다. 그 후, 2009년 3월(당시 12세)에는 나카하라가 누군가(블랙 먼데이의 안드레 리처드슨)에게 총격당하며, 관계자라고 생각되는 카자마 신타로와 닮은 남성(카자마 조지)를 찾기 위해서 카무로쵸로 가는 키류를 대신해서 담당하게 된다. 그 후에는 류도일가의 시마부쿠로 리키야와 아라가키 미키오의 이야기를 듣고, 나팔꽃의 생계가 심하다고 착각한 것을 계기로 봉투의 내용이 위장카드라는 것을 알지 못하고 위장카드 판매의 아르바이트를 하고 있었지만, 걱정돼서 찾으러온 키류에게 찾아지며 그 곳에 있던 위장카드 가게를 키류가 쫓아내고, 리키야와 간부가 그 곳에서 달려간 것으로 오해가 풀린다. 이야기 종반에는 백봉회 회장인 미네 요시타카와 나마시로조가 나팔꽃이 습격당했을 때에는 미네에게 따귀를 때리는 등으로 해서 아이들을 지키려고 하거나, 미네와의 결착을 위해서 키류가 다시 카무로쵸로 향할 때에는 키류로부터 부탁을 받으며, 카무로쵸에 대해서 간다는 행동을 하고 있다. 사건 종결 후에는 카무로쵸에 도착했을 때에 나타난 하마자키조 조장인 하마자키 고에게 키류가 이번 한 사건으로 모든 것을 잃은 화풀이로 칼로 찌르는 순간을 눈 앞에서 보며, 그 영향도 있으며 하마자키를 원망하게 된다. 그 후, 목숨을 건진 아이들과 함께 다시 오키나와에서 평화로운 나날을 보낸다.

#### 용과 같이 4: 전설을 잇는 자
당시 13세. 중학생이 된 하루카는 세일러복을 입게 됐다. 2010년 3월에 해변가에 흘러온 사에지마 타이가를 발견하고, 키류와 함께 수당을 했다. 그 후, 뒤늦게 도착한 하마자키에 대해서는 1년 전에 키류를 찌른 것으로부터 격하게 혐오하며, 게다가 하마자키를 믿는다는 키류에 대해서도 반항하지만, 후에는 하마자키의 최후를 지켜본 영향도 있기 때문에 생각을 고쳐서 하마자키의 유언을 전화로 카무로쵸에 있는 키류에게 전했다. 사건 종결 후에는 도쿄로 향해서(이 때에 아카야마 슌이나 타니무라 마사요시와 접촉하고 있다), 키류가 출석하는 사에지마조 기장을 동성회의 문에서 기다리면서 지켜봤다.

#### 용과 같이 5: 꿈을 이루는 자
당시 15세. 2012년 4월에 고등학교 1학년이 되고, 지금까지 나팔꽃에서 살고 있었지만, 오사카의 연예 기획사 ‘다이나 체어’의 사장인 박미려로부터 숨겨진 재능을 찾아내고 스카우트돼서, 아이돌 데뷔를 목표로 하고 오사카로 올라간다(한 번은 나팔꽃에 있는 것을 골랐지만, 키류가 자신이나 아이들을 위해서 나가는 결단을 한 것로 오사카로 올라가는 것을 결단했으며, 그것에 따라서 오사카의 고등학교로 진학한다). 그 후 16세가 되며, 프리센스 리그에서의 우승을 걸고 트레이닝을 하고 있었지만, 2012년 12월에 박미려로부터 만년필을 받은 후에 그녀가 사망하고, 자살로 단정된 것이로 불신을 느끼고 신규 사업윽 위해서 오사카를 방문하고 있던 아키야마와 함께 조사를 행하며, 사실은 그녀가 봉판흥업의 카나이 카몬의 명령으로 마지마의 편지를 빼앗도록 지시를 받고 있던 자신의 전 댄스 트레이너인 오기다 칸에게 실수로 살해당한 것을 알게 됐으며, 후에 봉판흥헙 회장인 카츠야 나오키의 진술로 박미려가 마지마의 전처였던 것도 알게 됐다. 그 후, 박미려의 편지를 기다리며 신오사카역으로 혼자서 향하도록 지리를 받으며, 그 곳에서 카나이에 습격당하거나 직후에 아키야마가 서둘러온 것으로 일을 무사히 끝낸다. 그 후에 호출된 바바 시게키로부터 키류에 대한 것을 듣고 자신의 진실된 꿈(키류라는 소중한 가족과 함께 있는 것)을 알고, 예능계를 은퇴하는 것을 결의하고, 마지막 노래를 끝으로 부른 후에 팬이나 텔레비전을 통해서 자신의 생각이나 키류에 대한 것을 털어놓고 은퇴를 발표했다. 사건 종격 후에는 일본 돔을 달려나가서 키류의 아래로 급히 달려가며, 격투에 의한 과다출혈로 쓰러져서 의식을 잃은 키류를 눈뜨게 했다.

### 외전 시리즈

#### 용과 같이: OF THE END
당시 14세. 2011년 3월에 키류가 자란 고아원인 ‘해바리기’에 초대받으며, 혼자 카무로쵸에 도착하지만, 실은 키류를 유인하기 위해서 3대 향용회인 니카이도 테츠오가 파놓은 함정으로, 그 후에 유괴된다. 이야기 중반에는 쇼펍에서 류지와 재회하지만, 또 끌려가게 된다. 종반에는 밀레니엄 타워에서 실험체로 습격당하나 키류와 류지에게 구출됐다. 그 후, 다시 일으키고 있는 카무로쵸에서 자위대의 아사키 미스즈와 인사를 나누며, 키류와 함께 평화로운 나날로 보내고 있었다.

## 그 외의 출연 작품
- 《태고의 달인 포~터블 DX》에서는 사와무라 하루카가 게스트로 변형된 상태로 등장했다[2].

## 참고 문헌
- 《龍が如く 完全攻略 極ノ書》 [용과 같이 완전공략 극의 서] (일본어). 엔터브레인. 2006년 1월 28일. ISBN 978-4-75-772640-6.
- 《龍が如く2 完全攻略 極ノ書》 [용과 같이 2 완전공략 극의 서] (일본어). 엔터브레인. 2007년 1월 24일. ISBN 978-4-75-773378-7.
- 《龍が如く3 完全攻略 極ノ書》 [용과 같이 3 완전공략 극의 서] (일본어). 엔터브레인. 2009년 3월 30일. ISBN 978-4-75-774855-2.
- 《龍が如く4 伝説を継ぐもの 完全攻略 極ノ書》 [용과 같이 4: 전설을 잇는 자 완전공력 극의 서] (일본어). 엔터브레인. 2010년 5월 15일. ISBN 978-4-04-726607-0.
- 《龍が如くOF THE END 完全攻略 極ノ書》 [용과 같이: OF THE END 완전공략 극의 서] (일본어). 엔터브레인. 2011년 7월 6일. ISBN 978-4-04-727421-1.
- 《龍が如く5 夢、叶えし者 完全攻略 極ノ書》 [용과 같이 5: 꿈을 이루는 자 완전공략 극의 서] (일본어). 엔터브레인. 2013년 1월 23일. ISBN 978-4-04-728748-8.